# Kinderstern

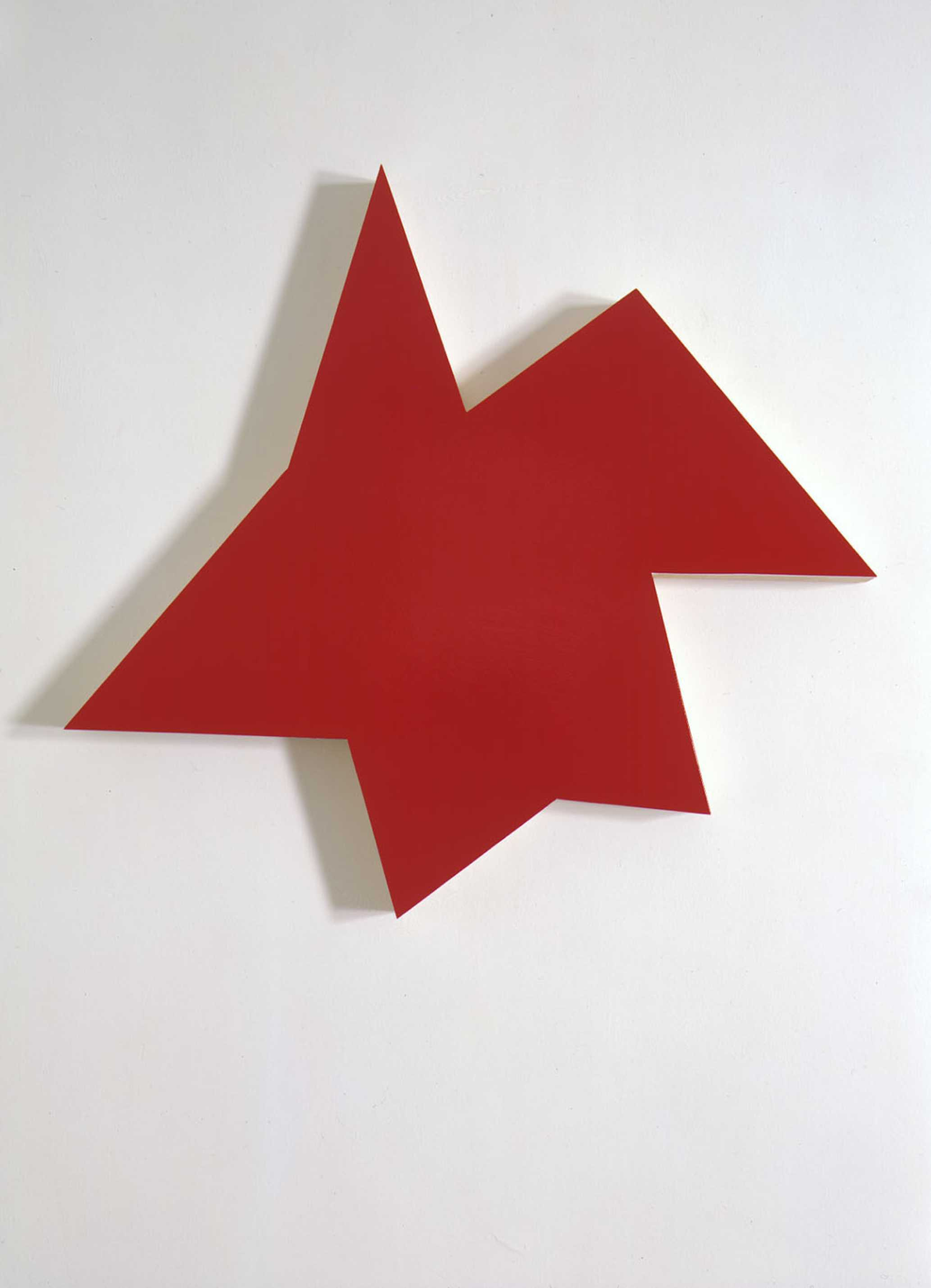
Kinderstern

Der  Kinderstern  ist ein von Imi Knoebel geschaffenes Kunstwerk, dessen Erlöse seit 1988 zu 100 % in Projekte für Kinder in Not fließen. Der Kinderstern konnte seit 1988 über vier Millionen Euro an Spenden sammeln. Unterstützung erfährt der „Stern für Kinder in Not“ durch Kunstfreunde, Musiker und Schauspieler, durch Museen und Kunstmessen.

## Leitbild
Der Kinderstern steht für die Rechte der Kinder.

## Idee

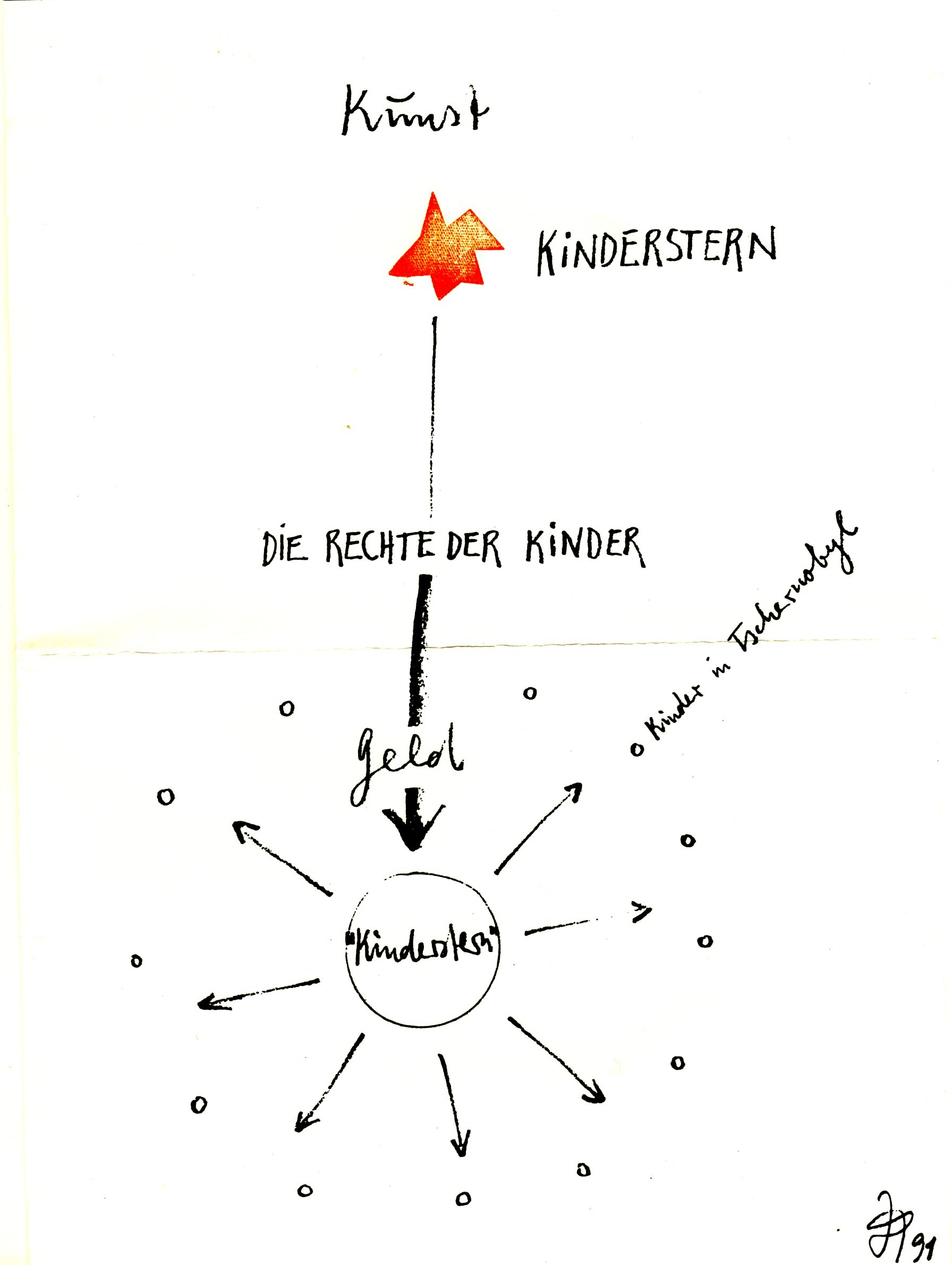
Kunst verwandelt sich für die Rechte der Kinder

Der Kinderstern ist eine Soziale Plastik. Sie realisiert den erweiterten Kunstbegriff, den Joseph Beuys 1967 formulierte, wonach Kunst auch gesellschaftlich verändernd wirken soll. Das für den Kinderstern als Spenden eingelöste Geld wird durch ihn zum Träger der Rechte der Kinder umgewandelt. So tritt an ihm die tiefere Bestimmung des Geldes überhaupt in Erscheinung: Träger zu sein für die Menschenrechte. Der Kinderstern steht für die Rechte und somit für die Würde aller Kinder. Er steht für das Recht auf ein Zuhause, auf Nahrung, auf wohlwollende Zuwendung, medizinische Versorgung und auf Bildung. Unter seinem Zeichen sind die uneingelösten Rechte der Kinder versammelt, der Kinderstern ist ihr Kunstwerk in der Not.

## Historie

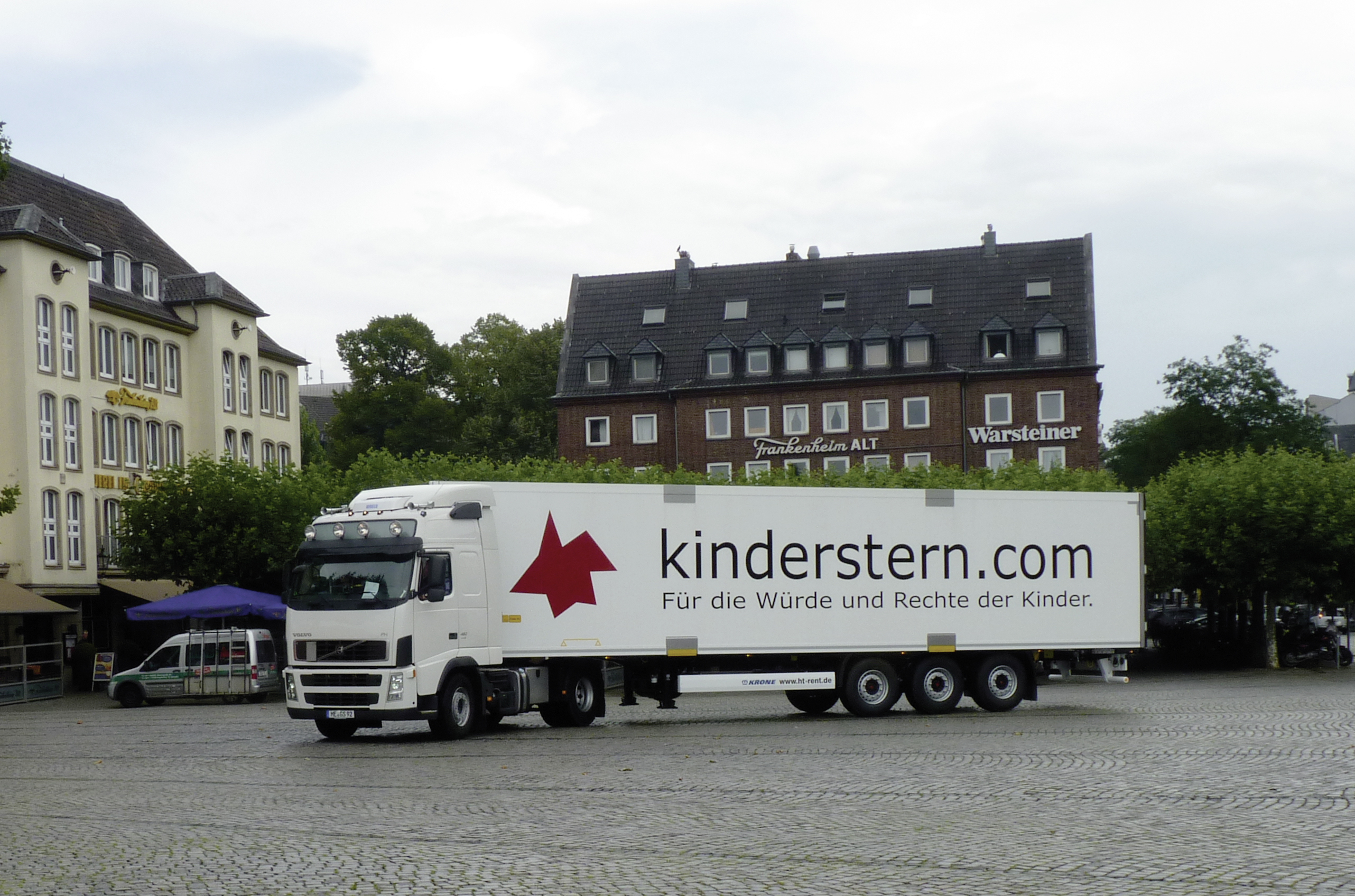
Kinderstern on tour 2011

Zum ersten Mal wurde der Kinderstern 1988 in Rot als Siebdruck veröffentlicht. Dieser Druck
war neben den Originalgraphiken von Sol LeWitt, Jörg Immendorff, Sigmar Polke, Max Bill, Heinz Mack, Keith Haring Teil einer Kunstmappe, die 1989 von Luitpold Domberger (Edition Domberger) herausgegeben wurde und unter der Schirmherrschaft von Lothar Späth entstand. Titel der Mappe: „Kinderstern“. Ihr Erlös half beim Finanzieren von Elternwohnungen in der Nähe von Kinderkliniken.
Die künstlerische Intention, die Imi Knoebel zum Kinderstern führte und die ihn von nun an mit ihm verband, ging über das erste Projekt hinaus. Seine Intention zielte auf Kontinuität und auf Erweiterung. Der Kinderstern wurde zum Programm, zum Versprechen, für Kinder konkret in die Bresche zu springen. Im Namen und unter dem Zeichen des Kindersterns gründete sich noch im gleichen Jahr ein gemeinnütziger Verein mit Sitz in Düsseldorf. Seine Aufgabe ist das Aufspüren durchgeführter Projekte gemeinnütziger Initiativen im Dienste notleidender Kinder. Imi Knoebel, als künstlerischer Initiator selbst nicht Mitglied des Vereins, verpflichtete sich zur kontinuierlichen Produktion von Kindersternen für den Zweck des Vereins. Fast jedes Jahr erscheinen neue Kindersterne in limitierten Farben. Diese Kindersterne werden als Anerkennung allen Spendern gestiftet, die das Anliegen des Kindersterns unterstützen.

## Ausstellungen
- 1991: Art Cologne
- 1993: Art Frankfurt
- 2010: Art Cologne
- 2010: art forum berlin
- 2011: Pure Freude Düsseldorf
- 2012: Herberholz Frankfurt
- 2014: Pure Freude Düsseldorf
- 2015: Pure Freude Düsseldorf
- 2016: Pure Freude Düsseldorf
- 2016: Herberholz Frankfurt

## Förderungen

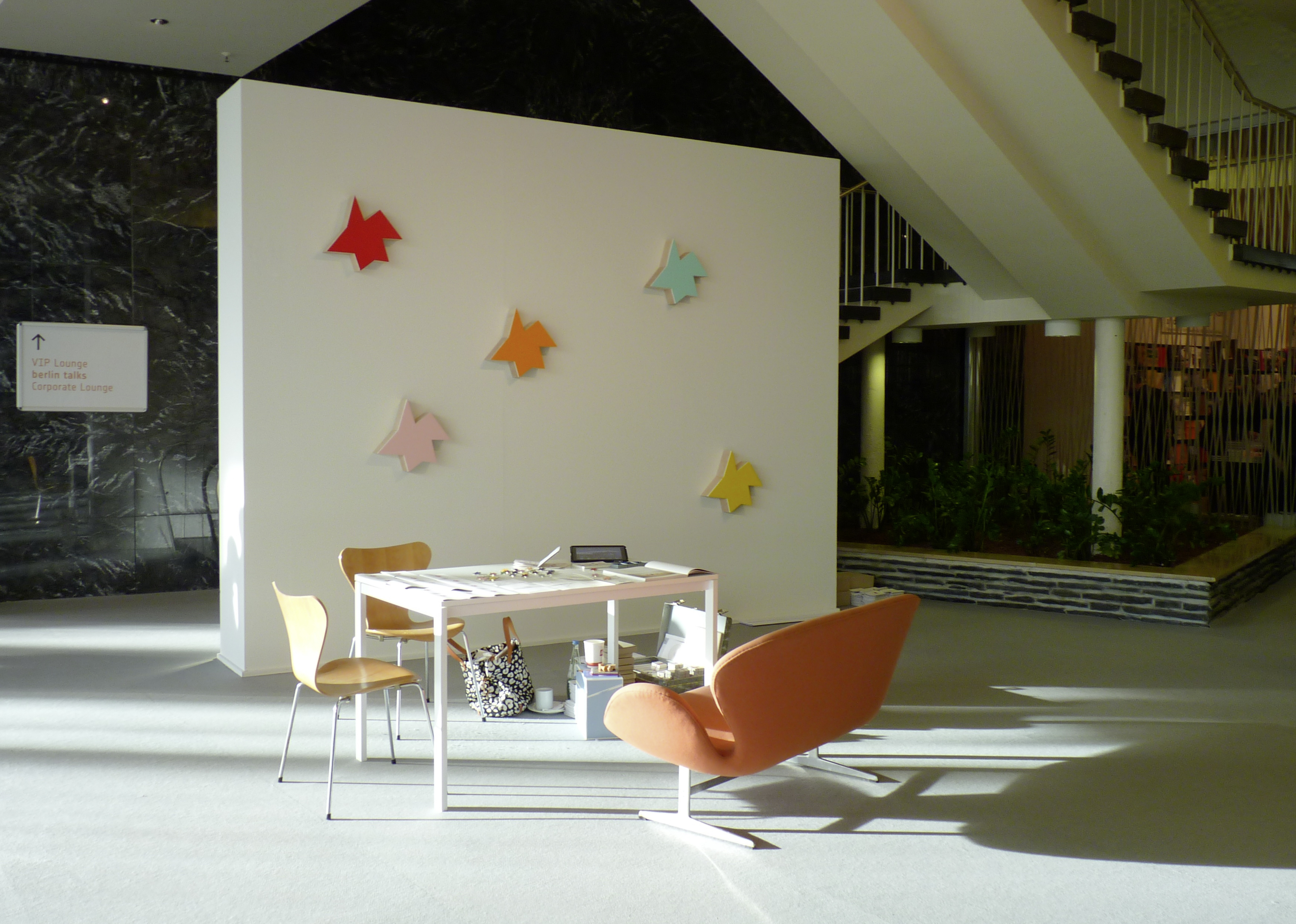
2010 art forum berlin

- 1989: Grace-P.-Kelly-Stiftung zugunsten Krebskranker Kinder[9]
- 1990 Unterstützung der Spenderkartei für Knochenmark-Transplantationen und des Fanconi-Anämie-Forschungsprojekt an der Kinderklinik der Heinrich-Heine-Universität Düsseldorf
- ab 1991: Christliche Aktion Mensch-Umwelt e.V. für Tschernobyl-Opfer in der Ukraine[10]
- 1992: Hilfswerk Instituicao Filantropica von Sergius Erdelyi in Brasilien.
- 1994: Stiftung phönikks – Familien leben mit Krebs (Hamburg), für krebskranke Kinder und ihre Angehörigen.
- 1995: Kinderplanet Heidelberg, ein Betreuungszentrum für Geschwister von jungen Patienten in der Uniklinik.
- 1997: Ordensgemeinschaft der Armen Brüder in Düsseldorf, die für obdachlose Kinder sorgt.
- 2000: Düsseldorfer Verein WIU – World in Union e.V.
- 2000: Zentrum für Kinderheilkunde – Klinik für Hämatologie und Onkologie der Heinrich-Heine-Universität Düsseldorf für das Fanconi-Anämie-Forschungsprojekt.
- 2001: Friedensdorf Oberhausen, Hilfe für Kinder aus Kriegsgebieten.
- 2001–2006: The children’s Rights Foundation – Aids/HIV-Kinderprojekt in Nong Muang, Thailand.
- Kinderdorf Mensa Kinderstern Baan Gerda in Nong Muang, Thailand.
- 2002: Kinderschutzambulanz am Evangelischen Krankenhaus in Düsseldorf.
- 2004: Arco Iris – Stiftung für Straßenkinder in La Paz/Bolivien.
- ab 2004: Stiftung Wirtschaft hilft Hungernden/WHH, „From the hearts to the hearts“, über 300 Herzoperationen für durch das Entlaubungsgift Agent Orange geschädigte Kinder.
- 2005: Early Excellence – Frühkindliche Förderung.
- 2006: Senegal Projekt/Haan und L.U.C.Y. Hilfswerk/Breisach.
- 2008: Outback Stiftung, Flüchtlingsheim Düsseldorf Rath, Son Ky, Planung des Kinderstern Waisenhaus in Saigon.
- 2010: Outback Stiftung, Flüchtlingsheim Düsseldorf Rath, Kauf einer Immobilie in Saigon zum Ausbau als Waisenhaus.
- 2011: Outback Stiftung, Herz-Op`s Vietnam, Son Ky Waisenhaus.
- 2011: Outback Stiftung, Flüchtlingsheim Düsseldorf Rath, Ullaaitivu Kinder- und Jugendhilfe Sri Lanka.
- 2012: Outback Stiftung zum Ausbau der Arbeit im Flüchtlingsheim Rath.
- 2013: Outback Stiftung, Flüchtlingsheim Düsseldorf Rath, Unterstützung von Waaga e.V., medizinische Direkthilfe für kranke Kinder aus Afghanistan.
- 2014: Outback Stiftung, Flüchtlingsheim Düsseldorf Rath, Caritas Mettmann, Förderung eines Projektes für Flüchtlingskinder.
- 2015: Outback Stiftung, Flüchtlingsheim Düsseldorf Rath, „Königinnen und Helden“ Unterstützung Projekt in Düsseldorf, ,
- 2015: IJS e.V. Projekt Flüchtlingskinder, „Schlaufox“ Hamburg, schulische Förderung von Kindern mit Migrationshintergrund.
- 2016: Outback Stiftung „Leben Lernen“ Integration Flüchtlingskinder, „Schlaufox“ HH, „Königinnen+Helden“, Son Ky Waisenhaus.
- 2017: Diakonie Kaiserswerth und IJS e.V. Projekte für Kinder in Asylbewerberheimen, Son Ky Waisenhaus Saigon, „Königinnen+Helden“ Düsseldorf, „Schlaufox“ HH.
- 2018: IJS e.V. Projekt für Flüchtlingskinder, World in Union, Bunte Schule Dortmund, Son Ky Waisenhaus Saigon.
- 2019: IJS e.V. Projekt für Flüchtlingskinder, Carolinenhof Essen, Bunte Schule Dortmund, Bildungsförderung Grundschule Düsseldorf.
- 2020: IJS e.V. Projekt für Flüchtlingskinder, Upsala, Strassenkinder-Zirkus in St. Petersburg, Projekt für Flüchtlingskinder, „Asphalt e.V.“ Ankauf einer Wohnung für obdachlose Mütter.
- 2021: IJS e.V. Projekt für Flüchtlingskinder, Refugees Foundation e.V. Köln für Strassenkinder Athen, Umweltnetzwerk Erftstadt e.V. Betreuung für Flutopfer Kinder, Förderung Zeltlager Ahrbrück e.V.
- 2022: „Asphalt e.V.“ Ankauf einer Wohnung für obdachlose Mütter, Refugees Foundation e.V. Köln Flüchtlingskinder

## Galerie

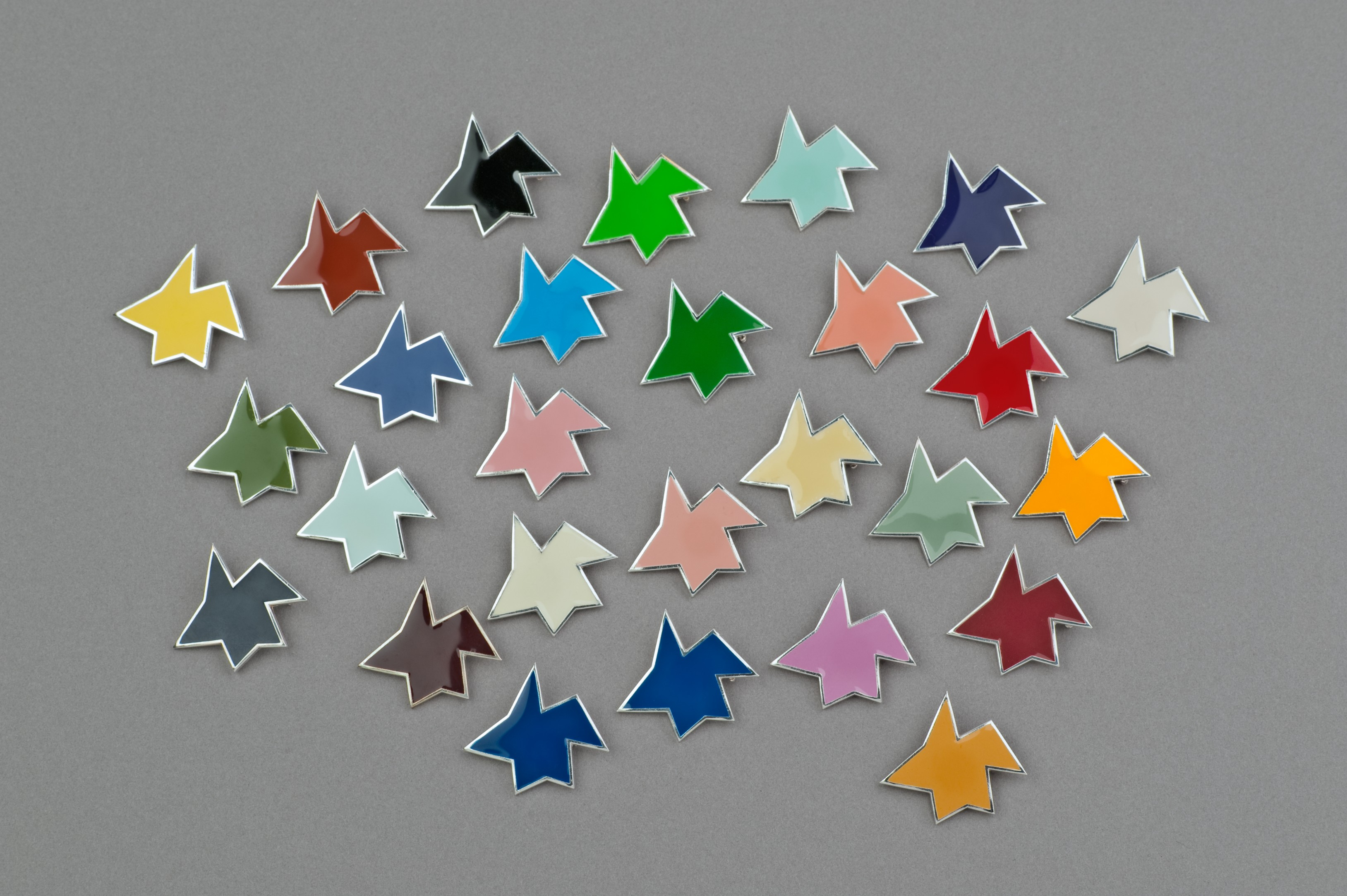
Kindersterne 1988–2009
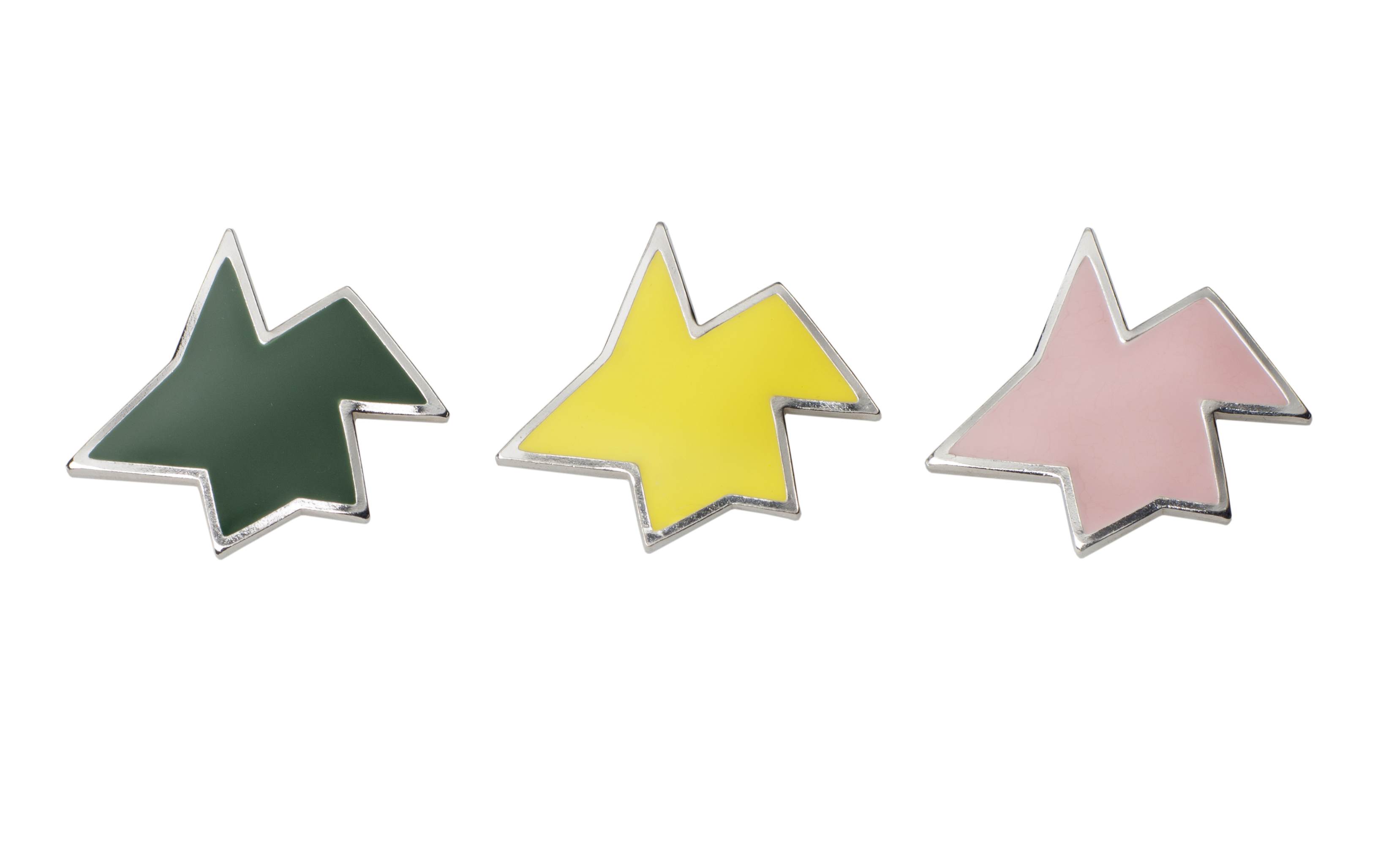
Kindersterne 2011